# Hahn-Lehmden

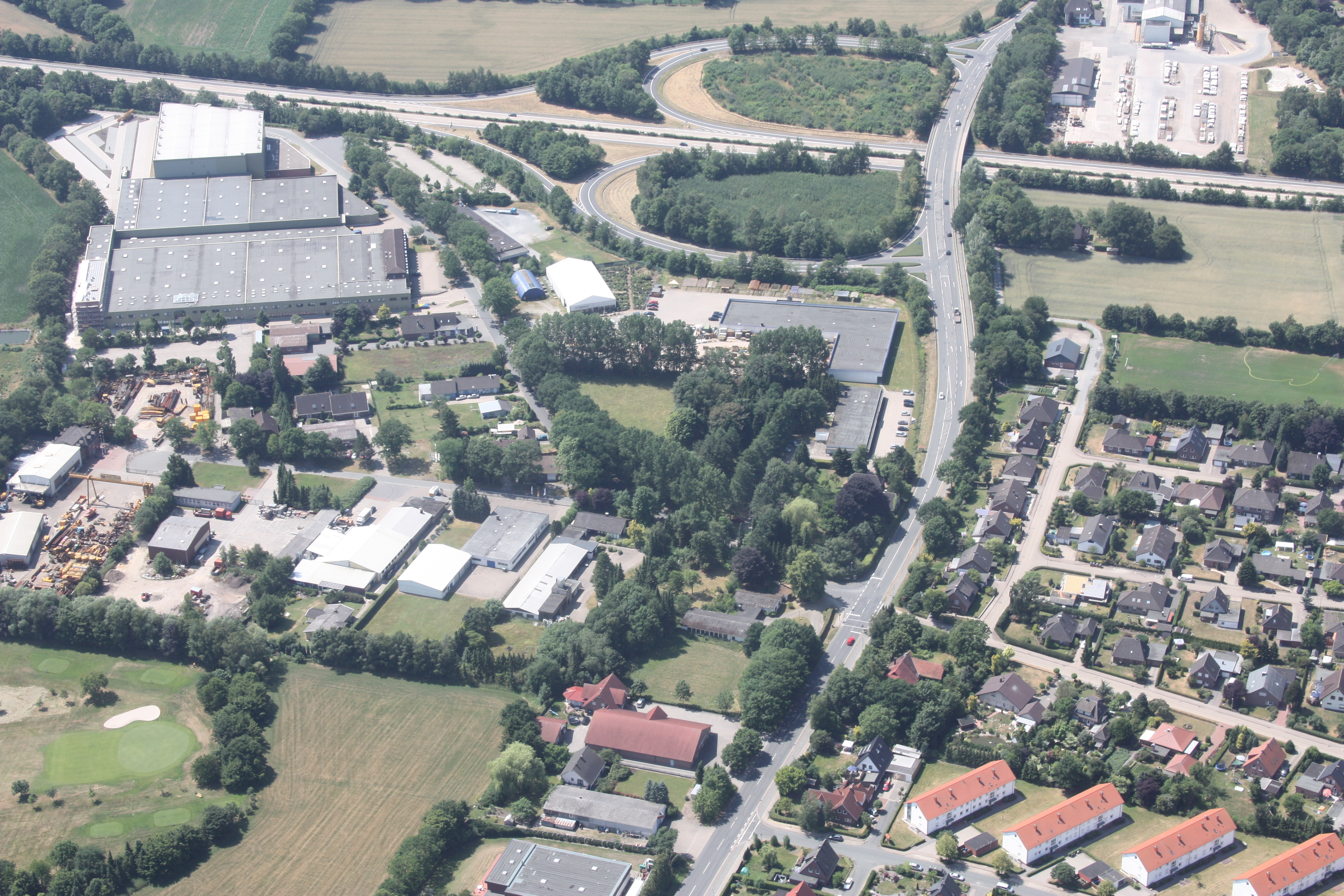
Hahn-Lehmden mit Anschlussstelle Hahn-Lehmden der Bundesautobahn 29

Hahn-Lehmden ist ein Ortsteil der niedersächsischen Gemeinde Rastede im Landkreis Ammerland. 
Hahn-Lehmden liegt im nördlichen Gemeindegebiet und hat 1752 Einwohner. Der Ausländeranteil liegt bei 1,9 %.
Der Ort verfügt über eine Grundschule und einen Kindergarten. Als Freizeiteinrichtungen stehen ein Naturbad, eine Sporthalle sowie ein Sportplatz zur Verfügung. Der örtliche Sportverein TuS Lehmden von 1908 hat etwa 660 Mitglieder.
Die Bundesautobahn 29 von Oldenburg nach Wilhelmshaven verläuft am westlichen Ortsrand. Die Anschlussstelle Hahn-Lehmden liegt südwestlich von Lehmden.
In Hahn-Lehmden befindet sich der Hauptsitz der Firma Ulla Popken GmbH. Die Firma ist ein internationales Modeunternehmen, das mit Damenmode in großen Größen einen Jahresumsatz von rund 250 Millionen Euro macht.
Ein weiterer großer Arbeitgeber am Ort ist die Robert Kraemer GmbH & Co. KG, die jährlich etwa 5.000 t Bindemittel für die Druckfarben-, Lack- und Klebstoffindustrie sowie Spezialanwendungen herstellt.
Bei der Deponie Hahn-Lehmden handelte es sich um die erste Deponie in Niedersachsen, die von der Betriebsphase in die Nachsorgephase überführt wurde. Seit 1999 wird die Deponie auf der Grundlage des erarbeiteten Nachsorgeplanes überwacht.